# Amazon Fire TV
Amazon Fire TV（アマゾン ファイヤーティーヴィー）は Amazon.comが販売するメディアストリーミングプレーヤー。インターネットを介して配信される デジタルオーディオ/ビデオコンテンツを 高精細テレビや液晶ディスプレイを使って視聴できるようにするほか、モバイルアプリ等を介してゲームコンテンツを楽しむことが出来る。アメリカ、英国、 ドイツ、 日本で販売されている。

## 概要
モデルは
1. 有線LAN対応の「Fire TV」
2. Fire TVをコンパクトかつ廉価モデルにし、テレビのHDMIポートに直接挿す無線LAN専用のデバイスである「Fire TV Stick」
3. キューブ型のFire TVにAlexa機能を搭載した「Fire TV Cube」

の3種類がある。
Fire TV第1世代は2014年2月に、$99で発売された。
2014年11月にスティック型が発売された。
2015年に 4K UHD に対応した第2世代が発売された。
2024年1月、パナソニックとAmazonが提携し、パナソニック製スマートテレビがFire TVビルドインになると発表された。

## 製品史

### Fire TV

#### 第一世代

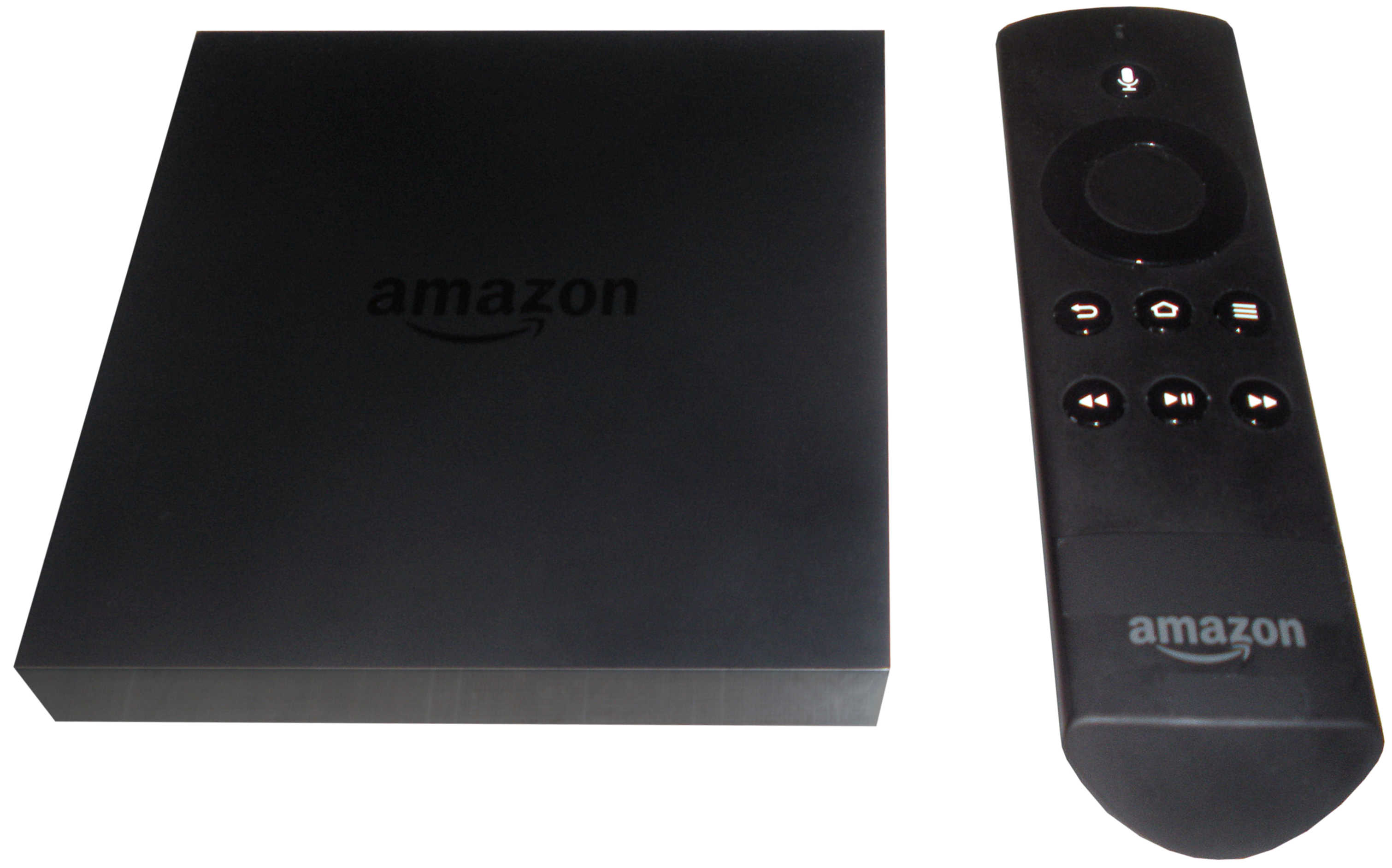
初期の箱型のFire TV、およびコントローラー

最初のFire TV（開発コード "Bueller" は映画『フェリスはある朝突然に』（Ferris Bueller's Day Off）に由来する）。
2014年2月に、$99で発売された。
Bluetoothリモート制御マイクロホンの音声検索に対応し、1080p ストリーミングと、HDMIオーディオを搭載し、ドルビーデジタルプラスと7.1サラウンドサウンドパススルーをサポートし、イーサネットポートとUSB 2.0ポートを備えている。 Amazonによると、Fire TVはApple TVなどの競合他社よりも性能が優れているように設計されている。
0.72インチの厚さのボックスは、1.7GHzクアッドコアCPU（Qualcomm Snapdragon 8064）、2GBのRAM、 802.11a/b/g/n Wi-Fiおよび10/100イーサネット接続を介した1080pストリーミング用のデュアルバンドワイヤレス無線とともに、8GBの内部ストレージを搭載。
同社は、Fire TVがゲーム機と競合するつもりはないと述べた。 代わりに、そのゲーム機能は、まだコンソールを搭載していないがスマートフォンやタブレットでゲームをプレイする可能性のある人々を対象としている。 専用のコントローラーアクセサリもある。

#### 第二世代
Amazonは2015年後半に「Sloane」というコードネームの第2世代Fire TVをリリースした。第2世代は4K解像度のサポート、プロセッサパフォーマンスの向上、H.265（HEVC）、VP8、VP9コーデックをサポートするMediaTek 8173Cチップセットを備えている 。 ワイヤレスハードウェアは、2x2 MIMOおよびBluetooth 4.1を備えたデュアルバンド802.11a / b / g / n / ac Wi-Fiがアップグレード。

#### 第三世代
Fire TV with 4K Ultra HD と Alexa Voice Remoteを搭載したFire TVとしても知られる第3世代のFire TVは2017年にリリースされた。 これは、短いHDMIケーブルで吊るされたFire TVスティックを連想させる、小さなダイアモンド型の「ペンダント」の形をしており、以前のセットトップボックスデザインとは全く異なる。 プロセッサは低速だが、第2世代のFire TVよりも多くのRAMが搭載されており、4K解像度のストリーミングやDolby Atmos、およびHDR10もサポートされている。
2018年に生産が中止され、現在のFire TV Stick 4Kが採用された。

### Fire TV Stick

#### 第一世代
第1世代Fire-TV Stick リモコン付（音声検索なし、コードネーム「Inigo」）
2014年11月19日に、AmazonはFire TV Stick(コードネーム"Montoya")と呼ばれるFire TVより小さなデジタルメディアプレイヤをリリースした。 Fire TV StickはHDMIポートに差し込むドングルタイプの本体に様々なFire TVの機能搭載。 ハードウェアは、Broadcom BCM28155 1.0 GHz Cortex-A9プロセッサとBroadcom VideoCore IV GPUを搭載。1 GBのRAM、8 GBの内部ストレージ、重さ25.1 g。ワイヤレスハードウェアは、Bluetooth 3.0およびWi-Fiはデュアルバンド2x2 MIMOを備えた802.11 a / b / g / n 対応。この時代のリモコンは赤外線端子を搭載していない。

#### 第二世代
Alexaリモート搭載の第2世代Fire-TV Stick（音声検索付き）
2016年10月20日に、Amazonはコードネーム「Tank」のAlexa音声リモコン付きFire TV Stickをリリースした。 ハードウェアはMali-450 MP4 GPUを備えたMediaTek MT8127D クアッドコア ARM 1.3 GHzプロセッサーを搭載。H.265（HEVC）コーデックをサポート。同時にリモコンのアップデートもされた。Bluetooth 4.1およびWi-Fiは第一世代同様にデュアルバンド2x2 MIMOを備えた802.11a / b / g / n / ac 対応。 1GBのRAMと8GBのストレージを第一世代同様に保持し、重量はわずかに増えて32.0 gになる。
2019年1月、第2世代のFire TV Stick（赤外線端子付き）がFire TV 4Kモデルから採用された第二世代リモコン付で再発売された。

#### 第三世代

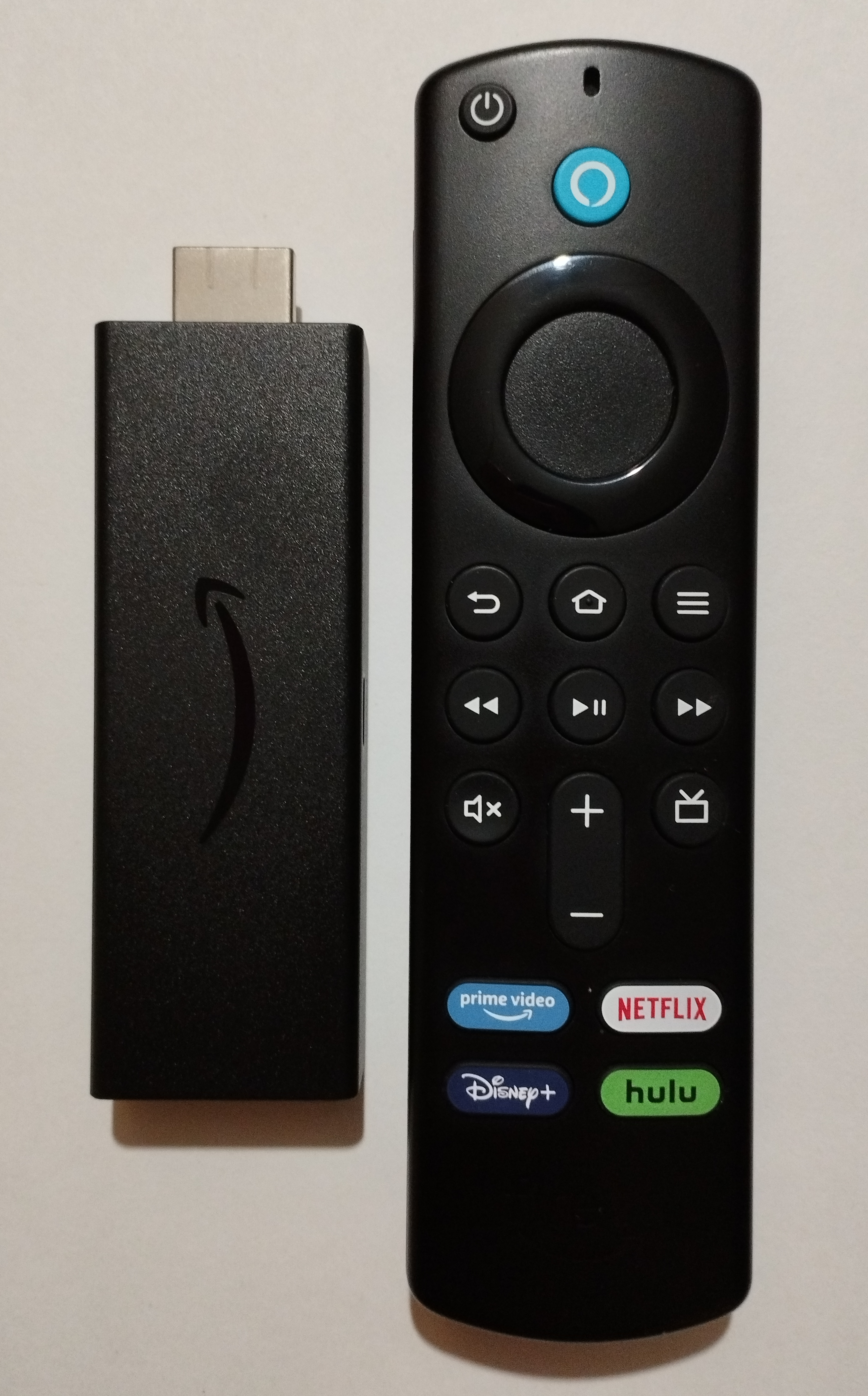
FireTV Stickの第三世代

2020年10月、2つの第3世代Fire TV Stickモデルがリリースされた。Fire TV Stickモデルには、TVコントロールボタン付きのリモコンが含まれているが、Fire TV Stick LiteモデルのリモコンにはTVコントロールが含まれていない。どちらのモデルにも、Fire TV Stick 4Kと同様の内部ハードウェアが含まれているが、最大出力解像度は1080pで、RAMはわずか1GBとなっている。リモコンのボタン数が増加した。

#### Fire TV Stick 4K
2018年12月、AmazonはFire TV Stick 4Kを発表した。これは、第3世代のFire TVの後継である。
1.7 GHzクアッドコアプロセッサにアップグレードされ、4K出力、HDR10 +およびDolby Vision、Dolby Atmos、およびハードウェアアクセラレーションMPEG-2デコードをサポートする。
また、赤外線送信機と、テレビの電源と音量を制御するためのボタン（音声コマンドで制御することもできる）を含む、改良された音声リモコン(第三世代 音声認識付リモコン)も含まれている。 このリモコンは、以前のFire TVモデルと互換性があり、アップグレードとして個別に販売されている。

### Fire TV Cube

#### 第一世代
Fire TV Cubeは2018年6月にリリースされた。機能は第3世代のFire TVに似ているが、Amazon Echoスマートスピーカーラインに似た組み込みAlexa機能も含まれており、HDMI-CECとIRブラスターを使用して音声コマンドで他のデバイス制御できる。 Fire TV Cubeには音声機能がデバイス自体に統合されているため、音声リモコンは含まれていない。 このデバイスは、1.5 GHzクアッドコアARM 4xCA53プロセッサー、2 GB RAM、および16 GBストレージを使用する。
日本では未発売モデル。

#### 第二世代
2019年9月に、ヘキサコアプロセッサ「ローカル音声制御」（一般的な音声コマンドのクライアント側での認識により応答時間を改善できる）、およびドルビービジョンとHDR10 +のサポートを備えた第2世代モデルが発表された。 このモデルからカナダ、イギリス、ドイツ、日本でも発売。

## モデル
|                                           |                                           |                                           | Fire TV (box)                                                            | Fire TV Stick                                                            | Fire TV (box)                                                            | Fire TV Stick                                                                                                  | Fire TV (ペンダント型)                                                                                         | Fire TV Stick 4K                                                                     | Fire TV Cube                                                                         |
| ----------------------------------------- | ----------------------------------------- | ----------------------------------------- | ------------------------------------------------------------------------ | ------------------------------------------------------------------------ | ------------------------------------------------------------------------ | --- | --- | ------------------------------------------------------------------------------------ | ------------------------------------------------------------------------------------ |
| 世代                                      | 世代                                      | 世代                                      | 第1世代                                                                  | 第1世代                                                                  | 第2世代                                                                  | 第2世代 | 第3世代 | 第1世代                                                                              | 第2世代                                                                              |
| 発売日                                    | 発売日                                    | 発売日                                    | 2014年4月12日                                                            | 2014年11月19日                                                           | 2015年12月                                                               | 2016年10月20日                                                                                                 | 2017年10月 | 2018年12月12日                                                                       | 2019年11月5日                                                                        |
| 状態                                      | 状態                                      | 状態                                      | 販売終了                                                                 | 販売終了                                                                 | 販売終了                                                                 | 販売終了 | 販売終了 | 販売中                                                                               | 販売中                                                                               |
| OS                                        | OS                                        | OS                                        | Fire OS 5 (Android 5.1)                                                  | Fire OS 5 (Android 5.1)                                                  | Fire OS 5 (Android 5.1)                                                  | Fire OS 5 (Android 5.1)                                                                                        | Fire OS 6 (Android 7.1.2)                                                                                      | Fire OS 6 (Android 7.1.2)                                                            | Fire OS 7                                                                            |
| System Version                            | System Version                            | System Version                            | 5.2.6.0                                                                  | 5.2.6.0                                                                  | 5.2.6.0                                                                  | 5.2.6.0 | 6.0.0.0 | 6.2.6.5                                                                              | 7.2.0.4                                                                              |
| CPU                                       | CPU                                       | メーカー                                  | Qualcomm                                                                 | Broadcom                                                                 | MediaTek                                                                 | MediaTek | Amlogic | MediaTek                                                                             | Amlogic                                                                              |
| CPU                                       | CPU                                       | 種別                                      | Snapdragon 600                                                           |                                                                          | Quad-core ARM big.LITTLE                                                 | | |                                                                                      |                                                                                      |
| CPU                                       | CPU                                       | モデル                                    | APQ8064T                                                                 | BCM28155                                                                 | MT8173C                                                                  | MT8127D | S905Z | MTK8695                                                                              | S922                                                                                 |
| CPU                                       | CPU                                       | コア                                      | Quad Core Krait 300 1.7 GHz                                              | Dual Core ARM Cortex-A9 1.0 GHz                                          | Quad Core ARM Cortex A72 2x@2 GHz + ARM Cortex A53 2x@1.573 GHz          | Quad Core ARM Cortex-A7 1.3 GHz                                                                                | Quad Core ARM Cortex-A53 1.5 GHz                                                                               | Quad Core ARM Cortex-A53 1.7 GHz                                                     | hexa Core ARM Cortex-A73 4x@2.2 GHz + ARM Cortex-A53 2x@1.9 GHz                      |
| CPU                                       | CPU                                       |                                           | 32-bit                                                                   | 32-bit                                                                   | 64-bit                                                                   | 32-bit | 64-bit | 64-bit                                                                               | 64-bit                                                                               |
| GPU                                       | GPU                                       | メーカー                                  | Qualcomm                                                                 | Broadcom                                                                 | Imagination Technologies                                                 | ARM | ARM | Imagination Technologies                                                             | ARM                                                                                  |
| GPU                                       | GPU                                       | 種類                                      | Adreno                                                                   | VideoCore IV                                                             | PowerVR                                                                  | Mali | Mali | PowerVR                                                                              | Mali                                                                                 |
| GPU                                       | GPU                                       | モデル                                    | 320                                                                      | Capri VC4                                                                | GX6250                                                                   | 450 MP4 | 450 MP3 | IMG GE8300                                                                           | G52 MP2                                                                              |
| GPU                                       | GPU                                       | OpenGL ES                                 | 3.0                                                                      | 2.0                                                                      | 3.1                                                                      | 2.0 | 2.0 | 3.2                                                                                  | 3.2                                                                                  |
| GPU                                       | GPU                                       | Vulkan                                    | n/a                                                                      | 該当なし                                                                 | 1.0                                                                      | 該当なし | | 1.1                                                                                  | 1.0                                                                                  |
| GPU                                       | GPU                                       | OpenCL                                    | 1.1 embedded profile                                                     | 該当なし                                                                 | 1.2                                                                      | 該当なし | | 1.2                                                                                  | 2.0                                                                                  |
| 画面解像度（px） リフレッシュレート（Hz） | 画面解像度（px） リフレッシュレート（Hz） | 画面解像度（px） リフレッシュレート（Hz） | 1080p - 60Hz 720p - 60Hz                                                 | 1080p - 60Hz 720p - 60Hz                                                 | 2160p(4K) - 30Hz 1080p - 60Hz 720p - 60Hz                                | 1080p - 60Hz 720p - 60Hz                                                                                       | 2160p(4K) - 60Hz 1080p - 60Hz 720p - 60Hz                                                                      | 2160p(4K) - 60Hz 1080p - 60Hz 720p - 60Hz                                            | 2160p(4K) - 60Hz 1080p - 60Hz 720p - 60Hz                                            |
| サポート規格                              | サポート規格                              | サポート規格                              | H.264,H.263,MPEG-4                                                       | H.264,H.263,MPEG-4                                                       | H.264, H.265, VP8, VP9,MEPG-4                                            | H.264, H.265,H.263,MPEG-4,MPEG-2                                                                               | MPEG-4, H.264, H.265, VP9                                                                                      | H.265,H.264,H.263, VP8,VP9,MPEG-4, MPEG-2                                            | H.265,H.264,H.263, VP8,VP9,MPEG-4, MPEG-2                                            |
| 対応フォーマット                          | ビデオ                                    | ビデオ                                    | 1080p@30fps                                                              | 1080p@30fps                                                              | 4K Ultra HD                                                              | 1080p@30fps | 4K Ultra HD、HDR、Dolby Vision                                                                                 | 4K Ultra HD、HDR、HDR10、Dolby Vision、HLG、HDR10+                                   | 4K Ultra HD、HDR、HDR10、Dolby Vision、HLG、HDR10+                                   |
| 対応フォーマット                          | オーディオ                                | オーディオ                                | AC3/eAC3/AAC-LC/AACv1/AACv2/FLAC/MP3/MIDI/PCM/Vorbis/AMR 最大6チャンネル | AC3/eAC3/AAC-LC/AACv1/AACv2/FLAC/MP3/MIDI/PCM/Vorbis/AMR 最大6チャンネル | AC3/eAC3/AAC-LC/AACv1/AACv2/FLAC/MP3/MIDI/PCM/Vorbis/AMR 最大6チャンネル | AC3/eAC3/AAC-LC/AACv1/AACv2/FLAC/MP3/MIDI/PCM/Vorbis/AMR 最大6チャンネル                                       | Dolby Atmos/AC3/eAC3/AAC-LC/AACv1/AACv2/FLAC/MP3/MIDI/PCM/Vorbis/AMR 最大8チャンネル                           | Dolby Atmos/AC3/eAC3/AAC-LC/AACv1/AACv2/FLAC/MP3/MIDI/PCM/Vorbis/AMR 最大8チャンネル | Dolby Atmos/AC3/eAC3/AAC-LC/AACv1/AACv2/FLAC/MP3/MIDI/PCM/Vorbis/AMR 最大8チャンネル |
| 対応フォーマット                          |                                           |                                           | HDCP 1.4                                                                 | HDCP 1.4                                                                 | HDCP 2.2                                                                 | HDCP 1.4 | HDCP 2.2 |                                                                                      |                                                                                      |
| RAM                                       | RAM                                       | RAM                                       | 2 GB LPDDR2                                                              | 1 GB LPDDR2                                                              | 2 GB LPDDR3                                                              | 1 GB LPDDR3 | 2 GB | 1.5GB DDR4                                                                           | 2 GB DDR4                                                                            |
| ストレージ                                | 内蔵                                      | 内蔵                                      | 8 GB NAND Flash                                                          | 8 GB NAND Flash                                                          | 8 GB NAND Flash                                                          | 8 GB NAND Flash                                                                                                | 8 GB NAND Flash                                                                                                | 8 GB NAND Flash                                                                      | 16GB                                                                                 |
| ストレージ                                | 外部                                      | 外部                                      | USB (最大128 GB)                                                         | 該当なし                                                                 | microSDXC (最大128 GB)                                                   | SMB | 該当なし | SMB                                                                                  | Micro USBポートでサポート                                                            |
| Microphone                                | Microphone                                | Microphone                                | 該当なし                                                                 | 該当なし                                                                 | 該当なし                                                                 | 該当なし | 該当なし | 該当なし                                                                             | あり                                                                                 |
| 無線規格                                  | Bluetooth                                 | Bluetooth                                 | Bluetooth 3.0 HID, SPP Profiles                                          | Bluetooth 3.0 HID, SPP Profiles                                          | Bluetooth 4.1 HID, HFP, SPP profiles                                     | Bluetooth 4.1 A2DP, AVRCP, GAVDP, HID, IOPT profiles                                                           | Bluetooth 4.2 + LE                                                                                             | Bluetooth 5.0 + LE                                                                   | Bluetooth 5.0 + LE                                                                   |
| 無線規格                                  | Wi-Fi                                     | Wi-Fi                                     | デュアルバンド 802.11 a/b/g/n 2x2 MIMO                                   | デュアルバンド 802.11 a/b/g/n 2x2 MIMO                                   | デュアルバンド 802.11 a/b/g/n/ac 2x2 MIMO                                | デュアルバンド、デュアルアンテナ 802.11 a/b/g/n/ac 2x2 MIMO (5GHz帯はW52の36, 40, 44, 48の4チャンネルのみ対応) | デュアルバンド、デュアルアンテナ 802.11 a/b/g/n/ac 2x2 MIMO (5GHz帯はW52の36, 40, 44, 48の4チャンネルのみ対応) | デュアルバンド、デュアルアンテナ 802.11a/b/g/n/ac 2x2 MIMO                           | デュアルバンド、デュアルアンテナ 802.11a/b/g/n/ac 2x2 MIMO                           |
| 無線規格                                  | イーサネット                              | イーサネット                              | RJ-45, 10/100                                                            | 別売り Amazon イーサネットアダプタを使用(10/100)                         | RJ-45, 10/100                                                            | 別売り Amazon イーサネットアダプタを使用(10/100)                                                               | 別売り Amazon イーサネットアダプタを使用(10/100)                                                               | 別売り Amazon イーサネットアダプタを使用(10/100)                                     | Amazon イーサネットアダプタを同封(10/100)                                            |
| リモコン                                  | リモコン                                  | リモコン                                  | 音声認識付 (第1世代)                                                     | 音声認識なし (第1世代)                                                   | 音声認識付 (第1世代)                                                     | 音声認識付 (第1世代)                                                                                           | 音声認識付(第1世代) Alexa対応音声認識付(第2世代)                                                               | 音声認識付(第1世代)                                                                  | Alexa対応音声認識付(第2世代)                                                         |
| サイズ                                    | サイズ                                    | サイズ                                    | 115 mm x 115 mm x 17.8 mm 4.5" x 4.5" x 0.7"                             | 85.9 mm x 30.0 mm x 12.6 mm 3.4" x 1.2" x 0.5"                           | 115 mm x 115 mm x 17.8 mm 4.5" x 4.5" x 0.7"                             | 85.9 mm x 30.0 mm x 12.6 mm 3.4" x 1.2" x 0.5"                                                                 | 65.0 mm x 65.0 mm x 15.0 mm 2.6” x 2.6” x 0.6”                                                                 | 38 mm x 142 mm x 16 mm                                                               | 86.1 mm x 86.1 mm x 76.9 mm 3.4” x 3.4” x 3.0”                                       |
| 電源                                      | 電源                                      | 電源                                      | 6.25V, 2.5A, 16W, DC Plug: 5.5mm (outer) x 2.5mm (inner)                 | 5V, 1A, 5W, DC マイクロUSBケーブルとUSB電源アダプターが必要              | 15V, 1.4A, 21W, DC Plug: 3mm (outer) x 1mm (inner)                       | 5V, 1A, 5W, DC マイクロUSBケーブルとUSB電源アダプターが必要                                                    | 5.2V, 1.8A, 9W, DC マイクロUSBケーブルとUSB電源アダプターが必要                                                | 5.25V, 1A                                                                            | 12V, 1.25A, 15W, DC Plug: 4mm (外計) x 1.7mm (内計)                                  |